# Восточный вопрос

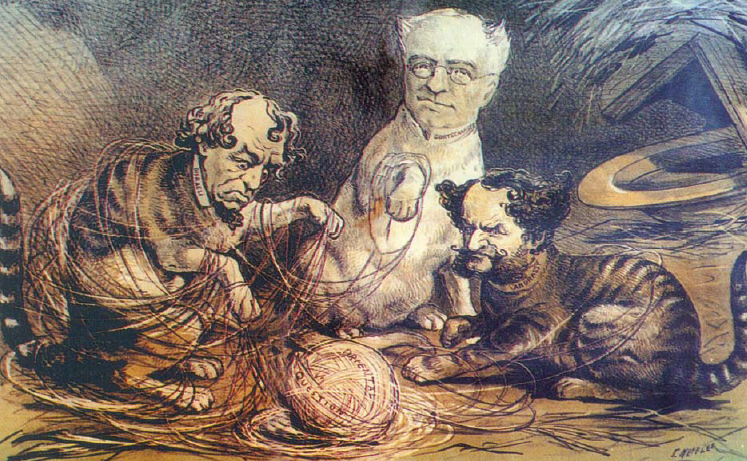
Карикатура 1878 года: Дизраэли, Горчаков и Андраши решают Восточный вопрос.

Восто́чный вопро́с — условное, принятое в дипломатии и исторической литературе обозначение комплекса международных противоречий конца XVIII — начала XX веков, связанных с  борьбой балканских народов за освобождение от османского ига, наметившимся распадом Османской империи и с соперничеством великих держав (Австрии (с 1867 — Австро-Венгрии), Великобритании, Пруссии (с 1871 — Германии), России, Италии, Франции) за раздел турецких владений.

## Предыстория. XVI — начало XVIII века
Появление турок-османов в Европе и образование могущественного мусульманского государства на Балканском полуострове серьёзно изменило отношения между христианами и исламом: османское государство сделалось одним из факторов международной политической жизни Европы; его боялись и вместе с тем искали союза с ним. Начало дипломатических сношений с Османской империей было положено Францией ещё в то время, когда прочие европейские державы боялись иметь с османами какие-либо отношения.
Одинаково враждебные отношения Франции и Турции к Австрийской империи в лице Карла V содействовали заключению в 1528 году первого союза между Францией и Турцией. Вскоре к политическому союзу присоединился и вопрос религиозный. Французский король Франциск I пожелал, чтобы одна церковь в Иерусалиме, обращенная в мечеть, была возвращена христианам. Султан отказал в этом, но в торжественном письме своём дал королю обещание сохранять и поддерживать все христианские церкви и молельни, устроенные на турецкой территории.
В 1535 году были заключены капитуляции, обеспечившие французским подданным в Турции религиозную свободу, а также беспрепятственное посещение Святых мест не только французами, но и всеми иностранцами, состоящими под покровительством Франции. В силу этих капитуляций Франция долгое время была единственной представительницей западноевропейского мира в Турции.
В середине XVII века Османская империя вступила в период долгосрочного упадка. После разгрома турок австрийцами и поляками под Веной в 1683 году их продвижение в Европу было остановлено. Ослабление империи способствовало подъёму национально-освободительного движения балканских народов (греков, болгар, валахов, сербов, черногорцев), в большинстве своём православных. С другой стороны, в XVII веке в Османской империи усилились политические и экономические позиции Франции и Великобритании, которые, желая сохранить своё влияние и помешать территориальным приобретениям других держав (особенно Австрии и России), стали в своей реальной политике выступать за сохранение её территориальной целостности и против освобождения покоренных христианских народов.

## XVIII—XIX века

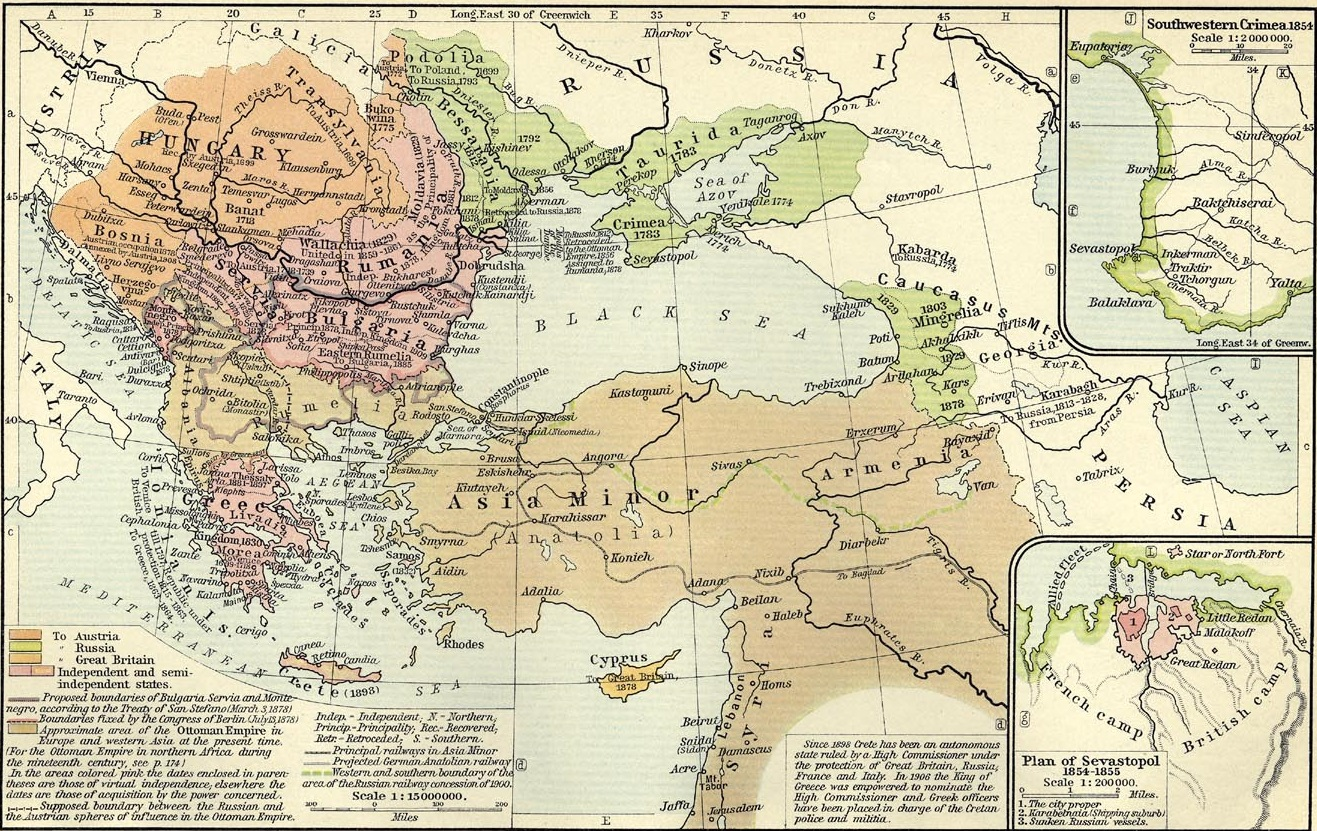
Распад Османской империи в XVII—XIX веках

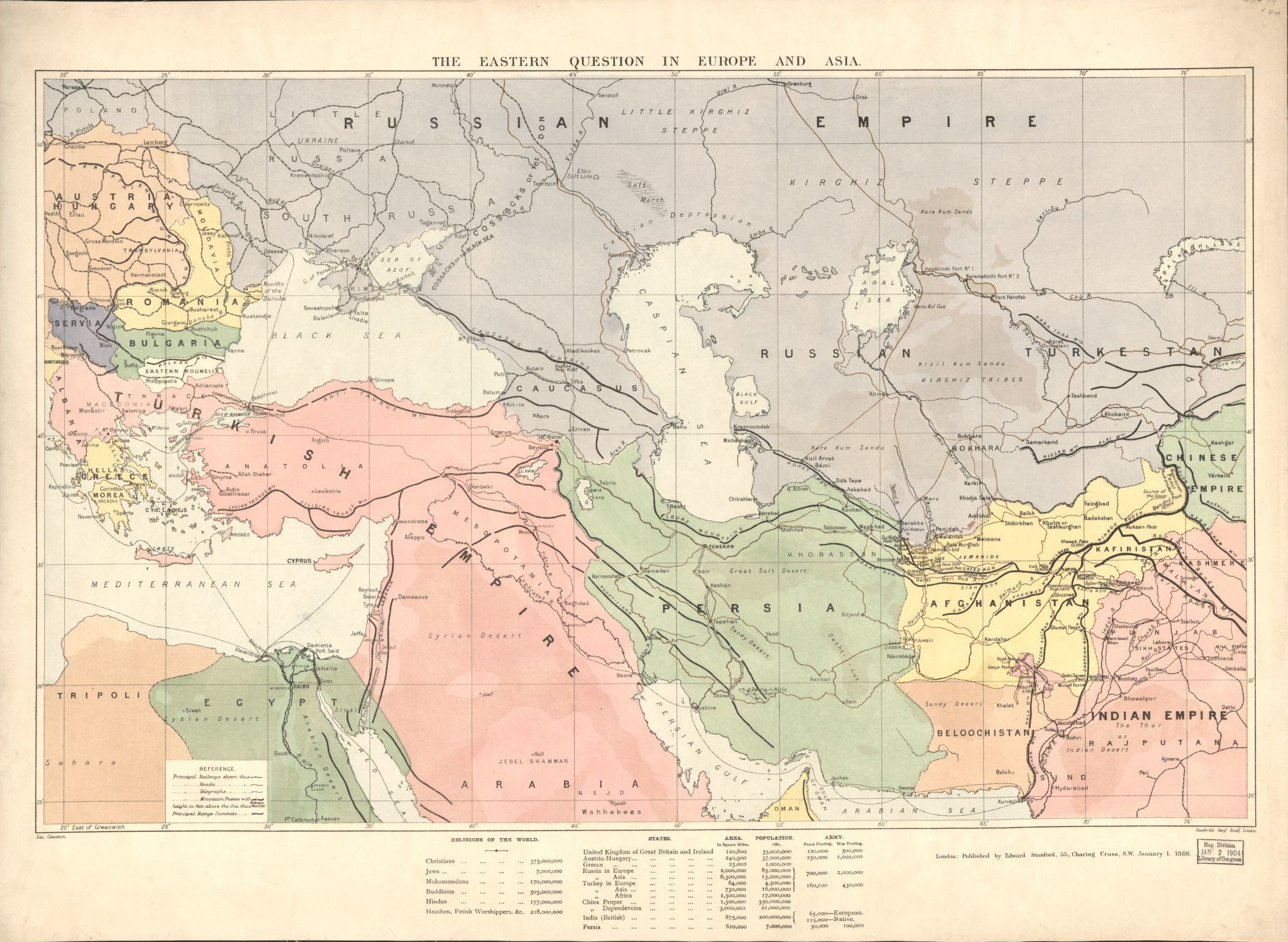
Политическая карта Балкан и Ближнего Востока в конце XIX века

С середины XVIII века роль главного противника Османской империи перешла от Австрии к России. Победа последней в войне 1768—1774 годов привела к кардинальному изменению ситуации в Причерноморье.
Кючук-Кайнарджийский договор 1774 года установил в первый раз начало вмешательства России в дела Турции. По статье 7-й сего договора Порта обещает твёрдую защиту христианскому закону и церквам оного; равным образом дозволяет русским министрам «делать, по всем обстоятельствам, в пользу как воздвигнутой в Константинополе церкви, так и служащих оной разные представления. Порта обещает принимать эти представления, яко чинимые доверенной особой соседственной и искренно дружественной державы». Кроме того, пунктом 10-м статьи 16-й договора, Турция согласилась, чтобы по обстоятельствам княжеств Молдавского и Валашского министры Российского двора при блистательной Порте могли говорить в пользу сих княжеств.
Екатерина II (1762—1796) имела проект полного изгнания турок из Европы, восстановления Греческой империи (на её трон она планировала возвести своего внука Константина Павловича), передачи Австрии западной части Балканского полуострова и создания из Дунайских княжеств буферного государства Дакия. В то же время Порта (османское правительство), надеясь взять реванш за поражение в войне 1768—1774, при активной поддержке Великобритании и Франции начала новую войну против России (Русско-турецкая война 1787—1791), на стороне России в этой войне в 1788 году выступила Австрия. В 1788 году англо-французской дипломатии удалось спровоцировать нападение на Россию Швеции (русско-шведская война 1788—1790). Но действия антирусской коалиции оказались неудачными: в 1790 году из войны вышла Швеция (Верельский мир), а в 1791 Турции пришлось согласиться на заключение Ясского мира, подтвердившего условия Кючук-Кайнарджийского договора и отодвинувшего русско-турецкую границу до Днестра; Порта отказалась от притязаний на Грузию и признала право вмешательства России во внутренние дела Дунайских княжеств.
Последующие трактаты: Бухарестский 1812 год и другие подтверждали особые права России. Единоличный протекторат России над христианами в Турции не мог быть приятен прочим европейским державам, хотя в последнее столетие Россия никогда не пользовалась этим своим правом, но сделав предварительно все возможное к тому, чтобы побудить и прочие европейские державы к совместному воздействию на Турцию. Ещё на Венском конгрессе 1815 года, запретившем, между прочим, торговлю неграми, император Александр I полагал, что Восточный вопрос в равной мере заслуживает внимания великих держав, принявших на себя труд установить в Европе продолжительное спокойствие. Циркулярная нота по этому предмету (февраль 1815) не имела, однако, никаких последствий. Вспыхнувшее вскоре после того восстание греков и страшные варварства турок, при его подавлении, побудили Россию вмешаться в эту войну совместно с другими державами. Благодаря политике Каннинга (премьер-министр Великобритании), удалось достигнуть, хотя и ненадолго, соглашения между Англией, Россией и Францией.
После Адрианопольского мира 1829 г. император Николай I приказал особому секретному комитету, под председательством князя Кочубея, изучить положение Турции и выяснить положение России в случае распада Турции. Иоанн Каподистрия предложил в то время из Турецкой империи образовать пять второстепенных государств, а именно: 1) княжество Дакия — из Молдавии и Валахии; 2) королевство Сербия — из Сербии, Боснии и Болгарии; 3) королевство Македония — из Фракии, Македонии и нескольких островов: Пропонтиды, Самофракии, Имброса, Тазоса; 4) королевство Эпир — из верхней и нижней Албании и наконец 5) королевство Греческое, на юге Балканского полуострова от реки и города Арты. Константинополь — ключ проливов Босфор и Дарданеллы — он предполагал объявить вольным городом и центром конфедерации, которую должны были составить из себя означенные пять государств. Входил ли комитет в рассмотрение этого проекта — неизвестно; но комитет решил единогласно, что поддержание существования Турецкой империи в Европе гораздо выгоднее для России, чем её упразднение и образование вольного города из Константинополя.
Император Николай I, в начале царствования увлекавшийся надеждой осуществить заветную мечту Екатерины II, — изгнать турок из Европы, — оставил эту мысль и не только не содействовал к скорейшей кончине «больного человека Европы» (так назвал император Николай Турцию в интимной беседе) и разложению его останков, но сам поддерживал и охранял его существование. Когда восстание египетского паши Мегмета-Али едва не сокрушило Турцию, Россия в 1833 году заключила с ней оборонительный союз и послала своё войско и флот на помощь султану. В беседе своей с австрийским посланником Фикельмоном император Николай сказал, «что он придет на помощь Турции в случае надобности, но что не в его власти дать жизнь мертвецу». «Если Турция падёт, я ничего не желаю от её развалин; мне ничего не надо». Ункяр-Искелесийский договор 1833 года, обеспечивавший за одной Россией вмешательство в турецкие дела, уступил место Лондонскому трактату 1841 года, устанавливавшему совместный протекторат России, Англии, Австрии и Пруссии (к которым скоро присоединилась и Франция).
Последователи церквей православной и римско-католической издавна враждовали между собой на Востоке и соперничали по поводу различных льгот и преимуществ христиан, посещающих Святые места. Решение этих споров нередко затрудняло Порту, навлекавшую на себя в чуждом для неё деле неудовольствие одной из сторон, а иногда и обеих. Еще в 1740 году Франция успела исходатайствовать для Латинской церкви некоторые привилегии в ущерб православию. Позже последователям греческого исповедания удалось добиться от султана нескольких фирманов, восстановивших их древние права. Началом новых усложнений послужила в 1850 г. нота французского посланника, в которой он, основываясь на договоре 1740 года, домогался возвращения католическому духовенству некоторых Святых мест в Иерусалиме и его окрестностях. Русское правительство предъявило со своей стороны требования, несовместимые с французским домогательством. В этот период против России в Восточном вопросе выступила коалиция европейских держав. Австрийский посол в Константинополе барон Прокеш-Остен вскоре после Крымской войны заявил: «То, что по отношению к Турции принято называть восточным вопросом, есть не что иное, как вопрос между Россией и остальной Европой.».
Заготовлен был фирман, благоприятный для России; но Турция медлила с его обнародованием. Отсюда разрыв России сначала с Турцией (1853), а потом и с западными державами, и Крымская война, окончившаяся Парижским миром 18 марта 1856 года. Одним из главных его условий была отмена единоличного протектората России над христианами в Турции; взамен его появилось коллективное всех великих держав покровительство над турецкими подданными-христианами.
Таким образом европейские державы пошли по пути, намеченному Россией в XVIII в., и признали за своими уполномоченными на Востоке то право, которое впервые было провозглашено императрицей Екатериной II в пользу русских агентов в 1774 году. Поводы к вмешательству не замедлили представиться. Уже в 1860 году мусульмане произвели ужасную резню христиан в Сирии. Пять великих держав решили вмешаться в это дело не только путём дипломатических нот, но и с оружием в руках. На Восток послано было французское войско, и Порта признала, что такое вмешательство держав в её внутренние дела не является ни покушением на её самостоятельность, ни оскорблением её достоинства. Вспыхнувшее вскоре после этого восстание в Кандии 1866 года вызвало снова европейское вмешательство, причем, однако, ни одна из держав не взялась за оружие, предоставив население Кандии вполне на жертву возбужденному фанатизму турок. Такая же неудача постигла вмешательство держав в деле восстания Герцеговины в 1875 году и затем Сербии в 1876 году; все представления, советы, настойчивые требования европейских кабинетов (европейского концерта) остались без успеха за отсутствием решительной и энергической воли заставить Турцию, в случае надобности, силой оружия исполнить предъявляемые требования, а также за недостатком согласия между державами. С самого начала восстания в Герцеговине Россия громко возвестила своё намерение сделать все что может, с общего согласия держав, подписавших Парижский трактат, для облегчения страдания христиан в Турции и для того, чтобы положить конец пролитию крови. Намерение России действовать заодно с прочими державами, Порта приняла за равнозначащее решению ни в каком случае не обращаться к оружию.
Это предположение не оправдалось: вспыхнула война 1877—1878 годов. Подвиги русских войск привели их к самому Константинополю. Предварительным Сан-Стефанским трактатом Порта признала независимость Румынии, Сербии и Черногории; из Болгарии решено было образовать самоуправляющееся, платящее дань княжество с христианским правительством и земским войском; в Боснии и Герцеговине Турция обязалась ввести сообщенные турецкому правительству еще ранее (в первом заседании Константинопольской конференции) предложения Европейских держав, с теми изменениями, которые будут установлены по взаимному соглашению между Портой, русским и австро-венгерским правительством. Эти постановления были существенно изменены Берлинским трактатом. Охранение интересов христианского населения и этим трактатом было признано делом общеевропейским. Порта выразила твёрдое намерение соблюдать принцип религиозной свободы в самом широком смысле. Различие вероисповедания не может подать повода, ни в какой части Оттоманской империи, к непризнанию за кем-либо правоспособности во всем том, что касается пользования гражданскими и политическими правами, доступа к публичным должностям и отправления различных свободных занятий и ремесел. Свобода богослужения обеспечивается за всеми, и никакие стеснения не могут быть делаемы в иерархическом устройстве различных религиозных общин и в сношениях их с их духовными главами. Право официального покровительства признается за дипломатическими и консульскими агентами держав в Турции, как по отношению духовных лиц, паломников и иноков всех наций, путешествующих в Европейской и Азиатской Турции, так и учреждений духовных, благотворительных и других на Святых местах и в других местностях.
Российское военно-политическое руководство в конце XIX века активно разрабатывало планы высадки российского десанта на Босфоре.

## Начало XX века
Во время реакционного царствования Абдул-Хамида (1876—1909) внутреннее разложение Турции прогрессировало. Державы одна за другой, сперва Австрия, потом Италия, потом мелкие балканские государства пользовались затруднительным положением Турции, чтобы отторгать от неё территории: Австрия — Боснию и Герцеговину в 1908 году, Италия — Триполитанию и Киренаику в результате победы в войне 1911—1912 годов, а четыре второстепенные державы Балканского полуострова начали в 1912 году войну с Турцией.
Восточный вопрос обострился из-за массового уничтожения армянского и греческого населения в 1915—1917 годы. В то же время союзники по Антанте 18 марта 1915 года дали понять русскому правительству, что в случае победного завершения Дарданелльской операции Константинополь и черноморские проливы будут переданы России. Капитуляция Турции в мировой войне в октябре 1918 года и падение православной монархии в России, начавшаяся в Турции война за независимость Турции, упразднившая халифат, радикально изменили ситуацию в регионе.
После победы кемалистов в греко-турецкой войне 1919—1922 годов, на Лозаннской мирной конференции 1923 году были определены новые границы Турции и стран бывшей Антанты, а также урегулирован ряд иных вопросов, включая обмен населением, что привело к юридической ликвидации восточного вопроса в системе международных отношений.